# Benzin
Singles de Rammstein
Keine Lust Rosenrot
Benzin (l'essence en allemand) est une chanson du groupe Rammstein sortie comme single de leur album Rosenrot.
Il est question d'une personne qui est dependante à l'essence comme à une drogue : « Ich brauche Zeit, kein Heroin kein Alkohol, kein Nikotin Brauch keine Hilfe, kein Koffein Nur Dynamit und Terpentin » (« J'ai besoin de temps, pas d'héroïne, pas d'alcool, ni de nicotine, pas besoin d'aide, ni de caféine, 
seulement de dynamite et de térébenthine »

## Performances scéniques
- Nouveauté 2009, lors du LIFAD Tour, le chanteur Till Lindemann arrive sur scène en tirant une pompe à essence. C'est à la fin de la chanson qu'il en saisit le tuyau, prend un fumigène et allume le bout de la poignée pour s'en servir de lance-flammes. Après quelques jets de flammes, le chanteur s'acharne sur un cascadeur courant dans tous les sens, qui a grimpé volontairement sur la scène.

## Pistes
1. Benzin - 3:47
2. Benzin (Combustion Remix par Meshuggah) - 5:05
3. Benzin (Smallstars Remix par Ad-Rock) - 3:45
4. Benzin (Kerosinii Remix par Apocalyptica) - 3:48

## Classements hebdomadaires
| Classement (2005)                       | Meilleure place |
| --------------------------------------- | --------------- |
| Allemagne (GfK Entertainment)           | 6               |
| Autriche (Ö3 Austria Top 40)            | 11              |
| Belgique (Flandre Ultratop 50 Singles)  | 41              |
| Belgique (Wallonie Ultratop 50 Singles) | 33              |
| Danemark (Tracklisten)                  | 3               |
| Espagne (PROMUSICAE)                    | 3               |
| Finlande (Suomen virallinen lista)      | 1               |
| France (SNEP)                           | 81              |
| Italie (FIMI)                           | 31              |
| Norvège (VG-lista)                      | 15              |
| Royaume-Uni (UK Singles Chart)          | 58              |
| Royaume-Uni (UK Rock Chart)             | 1               |
| Suède (Sverigetopplistan)               | 16              |
| Suisse (Schweizer Hitparade)            | 15              |